# Klippfalk
Klippfalk (Falco rupicolus) är en fågel i familjen falkar inom ordningen falkfåglar.

## Utbredning och systematik
Fågeln förekommer från norra Angola till södra Demokratiska republiken Kongo, södra Tanzania och Sydafrika. Den behandlades tidigare som en underart till tornfalk (F. tinnunculus) och vissa gör det fortfarande.

## Status
IUCN erkänner den inte som art, varför den inte placeras i någon hotkategori.